# Back to the Known
Back to the Known es el segundo EP de Bad Religion y el cuarto lanzamiento en la cronología de la banda. Fue grabado y lanzado en 1984 por Epitaph tras el fiasco del segundo álbum de estudio del año anterior, Into the Unknown.
El título del trabajo y lo rápido que salió tras estrellarse con el innovador álbum anterior vienen a significar que este trabajo es una reconciliación con sus fanes, a los que consiguen calmar con la vuelta al sonido punk rock de sus orígenes. Este sería el último lanzamiento de la banda antes de su primera crisis, que duraría hasta 1988 con el lanzamiento del histórico Suffer. Durante 1984 y 1988 no hubo ningún lanzamiento de material nuevo, sólo giras, conciertos e intentos de reunión por parte de los integrantes de la banda.
Varias novedades coinciden en Back to the Known. Musicalmente, la banda abandona los sintetizadores y los teclados que tantas críticas (malas) recibieron por parte de sus seguidores con el anterior disco y vuelven al sonido punk de sus comienzos, aunque con melodías bastante más elaboradas. En la formación aparece por primera vez Greg Hetson, que ya trabajó en una canción en How Could Hell Be Any Worse?, vuelve Pete Finestone a la batería y, la más significativa, la marcha de Brett Gurewitz, que tuvo que abandonar la banda para tratarse de su adicción a las drogas. Como se ha citado antes, fue reemplazado por Hetson.
El trabajo contiene 5 temas que fueron grabados en formato 12" y que aparecerían años más tarde en el disco recopilatorio de la banda, 80-85.

## Listado de canciones
| N.º | Título          | Escritor(es) | Duración |  |
| 1.  | «Yesterday»     | Graffin      | 2:39     |  |
| 2.  | «Frogger»       | Hetson       | 1:19     |  |
| 3.  | «Bad Religion»  | Gurewitz     | 2:10     |  |
| 4.  | «Along The Way» | Graffin      | 1:36     |  |
| 5.  | «New Leaf»      | Graffin      | 2:53     |  |

## Créditos
- Greg Graffin – cantante
- Greg Hetson – guitarra
- Tim Gallegos – bajo
- Pete Finestone – batería

- Datos: Q2181546